# Asura cuneifera
Asura cuneifera är en fjärilsart som beskrevs av Walker 1862. Asura cuneifera ingår i släktet Asura och familjen björnspinnare. Inga underarter finns listade i Catalogue of Life.